# Franz Gambs
Franz Gambs (* 22. Mai 1846 in Bamberg; † 30. März 1917 in Stuttgart) war ein deutscher Verwaltungsbeamter.

## Leben
Franz Gambs studierte Rechts- und Staatswissenschaften an der Ludwig-Maximilians-Universität München und der  Friedrich-Alexander-Universität Erlangen. 1864 wurde er im Corps Isaria recipiert. 1869 legte er die 1. und 1872 die 2. Justiz- und Verwaltungsprüfung in Bayern ab. Anschließend war er Rechtspraktikant, wurde im Juni 1874 Regierungsreferendar im württembergischen Verwaltungsdienst und legte 1875 die 2. höhere Dienstprüfung im Departement des Innern ab. Nachdem er bereits im Juni 1874 stellvertretender Amtmann im Oberamt Kirchheim geworden war, wurde er dort 1876 zum planmäßigen Amtmann ernannt. Von 1879 bis 1882 war er als Regierungsassessor Sekretär beim land- und forstwissenschaftlichen Institut Hohenheim. 1882 wurde er zum Oberamtmann und Amtsvorsteher des Oberamts Crailsheim ernannt. 1887 wechselte er in gleicher Funktion zum Oberamt Maulbronn und 1895 zum Oberamt Böblingen. Nachdem er 1900 zum Regierungsrat ernannt worden war, wurde er 1902 zum Amtsoberamtmann und Kollegialrat an das Amtsoberamt Stuttgart berufen. 1912 wurde er unter Ernennung zum Oberregierungsrat pensioniert.

## Auszeichnungen
- Ritterkreuz 1. Klasse des Friedrichsordens, 1892
- Karl-Olga-Medaille in Bronze
- Ritterkreuz des Ordens der Württembergische Krone, 1907
- Karl Olga-Medaille in Silber, 1909
- Jubiläumsmedaille in Bronze
- Silberne Hochzeitsmedaille, 1911